# 1408 (film)
1408 is een Amerikaanse horrorfilm uit 2007 onder regie van Mikael Håfström. De film is gebaseerd op het gelijknamige korte verhaal van Stephen King.

## Verhaal
In The Weeping Beech Inn huurt de sceptische Michael "Mike" Enslin voor de zoveelste keer een hotelkamer voor een boek waarin hij hotelkamers en bed&breakfasts beschrijft waar het naar verluidt spookt. De ongure verhalen van Mr. en Mrs Innkeeper, het echtpaar dat het logement runt, kunnen niet voorkomen dat de auteur zijn nuchtere gelijk bevestigd ziet. Bij een signeersessie in een boekwinkel vergaart de medewerker enkele fans: de jonge Anna (met een grote bewondering voor de wijze waarop hij de vader/zoon-relatie in zijn roman The Long Road Home beschrijft), de oudere Holly (zittend op de eerste rang met een scala aan vragen voor haar idool) en twee vrijwel monddode mannen. Als Mike tijdens het surfen zijn aandacht niet op de golven achter hem heeft gericht, veroorzaakt een stortvloed aan water dat hij na een klap van zijn surfplank zijn bewustzijn verliest en met hulp van een surfer in het ziekenhuis belandt.
Na een bezoek aan het postkantoor in Hermosa Beach, vriendelijk begroet door employé Jackson, stuit Mike op een anonieme ansichtkaart van The Dolphin, een zeer oud, chic hotel in New York. "Don't Enter 1408" luidt het uitdagende devies van het naamloze poststuk. Mike wil direct een reservering maken voor 1408, maar het hotel meldt reeds bij voorbaat dat het griezelige gastverblijf niet kan worden verhuurd. Mikes agent Sam Farrell, ondersteund door advocaat Clay en een secretaresse, wijst de auteur op de Fair Housing Act, een wet die discriminatie bij verkoop, verhuur en financiering van huisvesting strafbaar maakt.
Mike vliegt van het westelijke Californië naar het oostelijke New York voor een naargeestig nachtje in een hels hotel. Receptioniste Marie leidt de nieuwe gast via assistent Mr. Dempsey naar Gerald Olin (Samuel L. Jackson) de manager van The Dolphin, die de schrijver, standvastig van wil, aanraadt om kamer 1408 niet te kiezen. In zijn kantoor vertelt Gerald dat 1408 in het verleden voor 56 dodelijke slachtoffers heeft gezorgd, maar Mike laat zich niet overtuigen door het bericht dat niemand het langer dan één uur in de kamer uithoudt, een upgrade naar de penthouse suite, vrije toegang tot documenten over de doden in 1408 en een exclusieve fles cognac van 800 dollar ten spijt. Met tegenzin geeft de huiverige hotelmanager de sleutel aan de zonderlinge schrijver.
Mike betreedt 1408 op eigen risico, ziet aanvankelijk geen merkwaardige punten en spreekt zijn beschrijving van de hotelkamer in op een taperecorder. Wanneer hij met een infrarode lamp de kamer controleert, vindt hij op alle plekken waarvan manager Olin hem de foto's van de omgekomen slachtoffers heeft laten zien, enorme vlekken waar het bed, de badkamer en het behang in contact zijn geweest met bloed.
De temperatuur in de kamer is onaangenaam hoog. Wanneer Mike de receptie belt met het verzoek de thermostaat te laten repareren, verschijnt binnen afzienbare tijd een man in overall, die echter pertinent weigert de kamer te betreden, en Mike vanuit de gang instructies geeft, totdat de thermostaat inderdaad aanslaat. Als Mike de klusjesman een fooi wil geven, blijkt deze reeds verdwenen — ook op de gang is hij al niet meer te zien.
Alras bemerkt Mike de eerste merkwaardigheid: de onberispelijk met een hoekje gevouwen rol toiletpapier waar hij een stuk vanaf heeft gescheurd om zijn handen mee te drogen na het wassen, blijkt na enkele minuten opnieuw net zo onberispelijk gevouwen, alsof het nooit werd aangeraakt. In eerste instantie denkt Mike dat er zich een andere persoon in de suite bevindt en hij kijkt in de kledingkast en onder het bed, maar vindt niemand.
Op het nachtkastje begint de klokradio plotseling met het spelen van "We've Only Just Begun" van The Carpenters en vervolgens vanaf "60:00" met aftellen. Mike hoort een onverdraaglijk gepiep en opent het raam ter controle van zijn gehoor, maar het venster slaat dicht en verwondt zijn hand. Mike gaat, onder luid gevloek, naar de badkamer om de wond in de wastafel te reinigen, maar het water wordt kokend heet en berokkent de wond nog meer schade. Op zoek naar medische hulp wil de ongelukkige schrijver zijn bezoek noodgedwongen staken wanneer de sleutel in het slot afbreekt, de deurknop van de deur valt en hij zichzelf in zijn kamer opsluit.
Mike begint vreemde dingen te zien en te horen – waaronder visioenen van zijn vrouw Lilian van wie hij het afgelopen jaar vervreemd is geraakt, doordat hun dochter Katie op jonge leeftijd aan kanker is overleden -, zijn dochtertje zelf en een ontmoeting met zijn vader die hem verkondigt "As I was, you are. As I am, you will be." (een citaat van de Romeinse dichter Horatius) en enkele verschijningen van de slachtoffers die 1408 voorheen heeft veroorzaakt: Kevin O'Malley, een maniak met klauwhamer, een vrouw uit de vijftiger jaren en een fabriekseigenaar. Zonder uitzondering storten de schimmige figuren zich door het opnieuw half geopende raam naar buiten, zonder Mike een blik waardig te keuren, maar als hij het laatste slachtoffer nakijkt, ziet hij dat zij, voordat ze het trottoir bereikt, als een soort weggeworpen lucifer uitdooft.
Aanvankelijk denkt Mike dat er een spelletje met hem wordt gespeeld, doordat men in de cognac of in het chocolaatje op het hoofdkussen wellicht een hallucinerend middel heeft gestopt. Maar de visioenen zijn ontstellend echt. De temperatuur is inmiddels gestegen tot bijna ondraaglijke hoogte; Mike transpireert hevig en tracht de thermostaat opnieuw in te stellen, maar dit keer zonder resultaat.
Verschillende ontsnappingspogingen – via de ventilatieschachten of via de buitenrichel op 14 hoog of naar de vrouw met kinderwagen in 1410 – maken hem duidelijk dat het vinden van een uitweg geen kinderspel zal zijn. Hoewel hij al zijn intelligentie en vernuft inzet om de kamer te verlaten, worden de omstandigheden steeds angstaanjagender.
Middels videochat met webcam legt Mike contact met Lily, maar hun gesprek eindigt abrupt wanneer het sprinklersysteem voor kortsluiting zorgt en zijn laptop uitvalt. De temperatuur in 1408 daalt ondertussen tot onder het vriespunt, waarbij zijn laptop in de sneeuw opeens weer werkt, Lily hem weer benadert en een dubbelganger de conversatie kaapt om zijn vrouw onder valse voorwendselen naar hem - en dus de kamer - te leiden. Als Mike naar een van de opgehangen schilderijen kijkt, waarop een schip in zwaar weer is afgebeeld, wordt de afbeelding ontstellend echt en ervaart hij een sensatie alsof hij zich zelf op een zinkend schip in razende storm bevindt, de muren scheuren en een stortvloed van water sleurt hem onder het oppervlak. Mike ontwaakt op hetzelfde strand waar hij in een van de eerste scènes het ongeluk met zijn surfplank had en vindt later Lily aan zijn ziekenhuisbed in Los Angeles, die hem vertelt dat hij na een hersenschudding is opgenomen. Na zijn herstel begint de schrijver onmiddellijk, in overleg met zijn enthousiaste agent, aan een roman over zijn ervaringen in 1408. Intussen maakt zijn immense opluchting plaats voor zelfreflectie; hij beseft hoe egoïstisch hij is geweest, tracht Lily opnieuw voor zich te winnen en bezoekt zijn demente vader in het verpleeghuis na blijkbaar lange tijd. Wanneer hij echter in het postkantoor het afgeronde manuscript voor zijn boek wil afgeven, krijgt hij te horen dat het kantoor is opgeheven en beginnen drie sloopgrage postbeambten met houwelen en zulks het binnenwerk af te breken om vervolgens de muren en vloer van de hotelkamer te onthullen. Mike beseft tot zijn immense ontzetting dat hij zich nog steeds in de ban van de kwaadaardige kamer bevindt. Deze ziet er thans uit alsof er een hevige brand gewoed heeft. Als zijn dochter Katie voor zijn neus staat – eerst levend, dan in zijn armen stervend en vervolgens tot stof verpulverend – nadert de klokradio het einde van het aftellen en keert de kamer terug naar zijn oorspronkelijke, onberispelijke staat.
De klokradio begint vanaf "60:00" opnieuw met aftellen, de telefoon rinkelt en een vrouwelijke stem informeert Mike dat hij het afgelopen uur steeds opnieuw kan beleven óf gebruik kan maken van hun express checkout system. Mike vertelt de operator – nadat hij overal in de kamer een uitnodigende strop aantreft en in de spiegel een visioen ziet waar hij levenloos aan een van deze stroppen hangt – dat hij nadrukkelijk weigert om op hun wijze uit te checken. Als de operator verkondigt dat Lily over vijf minuten zal arriveren en rechtstreeks naar zijn kamer zal komen, antwoordt Mike, volkomen kapot van het gebeuren, dat hij de foltering voorgoed wil stoppen. Na het neerleggen van de hoorn smelt deze op het nachtkastje.
Mike maakt van de prijzige cognac een molotovcocktail, steekt de kamer in brand en maakt hierdoor evacuatie van het hotel noodzakelijk. Lily komt per taxi aan bij het hotel, maar wordt het brandende gebouw niet binnengelaten. Zij schreeuwt tegen politie en brandweerlui dat haar echtgenoot zich nog in het gebouw bevindt. Mike werpt een asbak door het raam, hetgeen door de plotselinge toevoer van zuurstof een enorme steekvlam ("backdraft") veroorzaakt en verbrandt in de explosie. Mikes vrouw kijkt machteloos naar het raam waar de vuurballen uit vliegen. Mike kruipt onder een bank terwijl hij als een waanzinnige aan het lachen is.
In de laatste scène wordt Mike vlak naast Katie begraven, zoals hij al in een visioen in kamer 1408 heeft gezien. Gerald Olin komt aanrijden om zijn deelneming te betuigen en benadert Lily om haar te condoleren. Hij vertelt dat haar overleden echtgenoot het hotel een enorme dienst heeft bewezen, omdat kamer 1408 nu niet meer verhuurd mag worden en biedt haar een zwarte doos met eigendommen van haar man aan, die na de brand zijn gevonden. Lily wijst dit af omdat ze zich Mike zo niet wil herinneren. Gerald gaat terug naar zijn auto om vervolgens te kijken wat Mike op de stemrecorder heeft opgenomen. Tot zijn verbijstering hoort hij de stem van Mikes dochtertje, dat smekend vraagt waarom papa niet meer van haar houdt. Nadat hij de recorder weer afzet richt Gerald zijn spiegel op de achterbank en ziet in een schok het gruwelijk verbrande gezicht van Mike.
Na deze schok hoort hij nog steeds een meisjesstem roepen om haar papa en hij ziet een meisje van een jaar of acht aan de overkant in het grasveld staan. Tot zijn opluchting komt inderdaad de vader aan gelopen, omhelst het kind en loopt met haar aan de hand weg. Gerald veegt zich het angstzweet van het gelaat en rijdt met zijn auto de oprijlaan af.

## Alternatief einde
De regisseur Mikael Håfström heeft het einde van de film opnieuw gefilmd, omdat het testpubliek het originele einde te triest en onverwacht vond. Het einde dat te zien was in de bioscoop en op dvd gaat als volgt:
Mike wordt door de brandweer bewusteloos uit kamer 1408 gehaald en gaat weer samenwonen met Lily. Tijdens het schrijven van Mikes nieuwe boek over Kamer 1408 hoort hij op zijn stemrecorder de stem van zijn overleden dochter Katie. Nu weet hij dat hetgeen hij heeft beleefd geen droom kan zijn geweest.
Beide versies werden op Blu-ray gezet en in de 2-disc versie op dvd.

## Rolverdeling
- John Cusack - Michael "Mike" Enslin
- Mary McCormack - Lilian "Lily" Enslin
- Jasmine Jessica Anthony - Katie Enslin
- Samuel L. Jackson - Gerald Olin
- Drew Powell - Mr. Dempsey
- Kim Thomson - Marie
- Len Cariou - Mr. Enslin
- Isiah Whitlock Jr. - technicus
- Bernadette Lords - vrouw met kinderwagen
- Tony Shalhoub - Sam Farrell
- William Armstrong - Clay
- Emily Harvey - secretaresse
- Paul Kasey - Kevin O'Malley
- Benny Urquidez - maniak met klauwhamer
- Tina Maskell - 1950's vrouw
- Ray Nicholas - fabriekseigenaar
- Andrew Lee Potts - Jackson
- George Cottle - sloopgrage postbeambte
- Julian Spencer - sloopgrage postbeambte
- William Willoughby - sloopgrage postbeambte
- Johann Urb - surfer
- Angel Oquendo - taxichauffeur
- Paul Birchard - Mr. Innkeeper
- Margot Leicester - Mrs. Innkeeper
- Walter Lewis - medewerker boekwinkel
- Alexandra Silber - Anna
- Holly Hayes - Holly
- Eric Meyers - man bij boeksignering
- David Nicholson - man bij boeksignering

## Filmmuziek
1. 10 Haunted Hotels
2. Dolphin Hotel
3. Room 1408
4. Doppelganger
5. Katie's Theme
6. Ship in a Painting
7. Bleeding Walls
8. Out on a Ledge
9. Mike's Fugue
10. Inside the Vent
11. Olin in the Minibar
12. Sinking Ship
13. Waking Up in L.A.
14. Back to 1408
15. Don't You Love Me Any more?
16. Fire!